# Ardisia banaensis
Ardisia banaensis är en viveväxtart som beskrevs av C.M.Hu, P.K.Lôc. Ardisia banaensis ingår i släktet Ardisia och familjen viveväxter. Inga underarter finns listade i Catalogue of Life.